# 게오르기 말렌코프
게오르기 막시밀리아노비치 말렌코프(러시아어: Гео́ргий Максимилиа́нович Маленко́в, 문화어: 게오르기 말렌꼬브, 1902년 1월 8일 ~ 1988년 1월 14일)는 소련의 정치인으로, 1953년부터 1956년까지 소련의 지도자였다.
이오시프 스탈린의 대숙청으로 발생한 소련 공산당의 권력 공백 속에서 빠르게 승진하였고, 1939년에는 정치국 위원으로 지명되었다. 이 과정에서 그는 게오르기 주코프 등 자신의 경쟁자를 효과적으로 제거하였고, 1948년 그의 또 다른 경쟁자 중 한명이자 스탈린의 잠정 후계자인 안드레이 즈다노프가 사망하자 레닌그라드 사건을 일으켜 소련의 2인자로 등극했다. 여러 차례에 걸친 암투에도 불구하고 말렌코프는 대조국전쟁에서 나치 독일과 추축국을 상대로 수도인 모스크바를 방어하는 활약을 보여주었다.
1953년 스탈린이 사망한 이후 소련 공산당에서는 집단지도체제가 형성되었다. 그는 니콜라이 불가닌, 니키타 흐루쇼프와 동맹을 채결하고 경쟁자인 라브렌티 베리야를 제거, 각료평의회 의장으로서 모든 실권을 장악하였다. 같은해 집단지도체제가 종료되었고 국가 원수로 등극하며 소련의 공식적인 지도자가 되었다.
소련의 지도자가 된 말렌코프는 스탈린주의식 중공업을 축소하고 경공업을 육성하며, 산업, 군사 분야의 현대화를 추진하는 정책을 펼쳤다. 말렌코프 체제에서 소련은 세계 최초의 원자력 발전소인 오브닌스크 원자력 발전소를 건설하였다. 또한 노동자의 임금이 대폭 인상되었고, 시민에 대한 세금이 인하되었다. 또한 말렌코프 정부는 복지 제도를 시행하였다.
1955년부터 니키타 흐루쇼프는 말렌코프를 견재하기 시작했고, 이에 부담을 느낀 말렌코프는 소련 지도자에서 사임하였다. 1957년 말렌코프는 반당집단으로 몰려 직무에서 배제되었고, 1961년에는 당에서 추방당했다.

## 생애와 경력

### 소련 정계 활동
말렌코프는 러시아 제국 오렌부르크에서 마케도니아 이민자의 아들로 태어났다. 1919년에는 적군의 정치 위원이 되었고, 1년 후에는 소련 공산당에 정식으로 가입해 스탈린의 심복 중 한 명이 되었다.
1930년대 후반에는 라브렌티 베리야와 함께 스탈린의 대숙청에 가담하였다. 또 그 공으로 1939년 3월 당 중앙위원회 서기가 되었고, 1941년에는 소련 공산당 정치국원의 후보가 되었으며, 그 후에는 라브렌티 베리야와 정적 관계가 되었다.
1941년 6월 독소전쟁이 발발하자 국가 방위 위원회의 위원이 되었으며 각 전선의 전력 조직화에 진력을 다하였다. 제2차 세계 대전 후인 1946년, 당 중앙위원회의 정치국 정국원으로 승진해 1947년에 각료회의 부의장이 되었다. 이후에는 정적이었던 안드레이 즈다노프와 라브렌티 베리야에 의해 쫓겨났지만, 즈다노프의 죽음으로 곧바로 스탈린의 심복으로 복귀하였다.
그는 1953년 스탈린이 사망하자 서기장 겸 공산당 필두 서기에 올라 소비에트 사회주의 공화국 연방의 최고 지도자가 되었다. 그러나, 집단 지도 체제를 구상했던 말렌코프는 곧바로 공산당 필두 서기에 니키타 흐루쇼프를 임명하였다. 부수상 겸 내상이 된 베리야는 스탈린에 대한 비판을 전개했지만, 말렌코프와 흐루쇼프는 이 의견을 지지하지 않았으며 베리야는 체포돼 사형에 처해졌다.
말렌코프는 총리 자리에 있던 2년간 핵병기에 반대하는 입장을 표명하였다. 또한, 세계적 긴장을 완화하기 위한 조치를 발표하면서 "평화 공세"에 착수했다.이러한 서방 국가와의 관계 개선 방침은 보수파들의 반발로 지도자에서 물러나게 되는 계기가 되었다. 그러나 소련 공산당 정치국에서는 유임하여 1957년 6월, 니콜라이 불가닌, 뱌체슬라프 몰로토프, 라자리 카가노비치 등의 반당집단을 주도, 니키타 흐루쇼프를 실각시키려고 했기 때문에 정치국에서 마저 사직당했다.

### 말년
말렌코프는 비판을 수용하고 중앙 정치에서 은퇴하였지만, 흐루쇼프에게 계속 공격받았으며, 점점 좌천되었다. 1961년에는 카자흐스탄 소비에트 사회주의 공화국의 외스케멘의 한 수력발전소 소장으로 임명되었지만, 반당집단으로 몰려 소련 공산당에서 출당되는 수모를 격었다.
1968년 말렌코프는 모스크바로 돌아왔고 연금 수급자로 지내며 2개의 방이 있는 아파트에서 살았다. 그는 크렘린에 대해 깊은 회의감을 느꼈으며 사석에서는 이오시프 스탈린을 칭찬하고 니키타 흐루쇼프를 맹렬히 비판하였다.
그의 자녀들은 말렌코프의 명예 회복과 복당을 여러번 요구했으나 소련 지도부가 이를 묵살하여 이루어지지 못하였다. 1988년 1월 14일 말렌코프는 86세의 나이로 사망하였다.